# Szelíd motorosok
A Szelíd motorosok (eredeti cím: Easy Rider) 1969-ben bemutatott amerikai filmdráma, amelyet Peter Fonda, Dennis Hopper és Terry Southern írt. Peter Fonda volt a producer és Dennis Hopper rendezte és alakítják a főszerepeket, e mellett jó barátjuk, Jack Nicholson is jelentős szerepet visz a filmben.
A film sikere segítette az „Új Hollywood korszak” elindulását az 1970-es évek elején.
A filmet 1969. július 14-én mutatta be a Columbia Pictures.  
A film 1998-ban bekerült az Amerikai Egyesült Államok Kongresszusi Könyvtárának Nemzeti Filmadatbázisába.

## Rövid történet
Két motoros Los Angelesből New Orleans felé utazik, hogy megtalálja a szabadság Amerikáját, de nem sikerül nekik, mert csak képmutatást és hamis illúziókat találnak mindenhol.

## Cselekmény
A Szelíd motorosok főhősei két jóbarát, Billy (Dennis Hopper) és Wyatt (Peter Fonda), akik – miután egy jól sikerült kokainbizniszből némi pénzre tettek szert – Harley-Davidsonjaik hátán nekivágnak, hogy eljussanak Los Angelesből New Orleansba, a helyi Mardi Gras fesztiválra. A polgári társadalmon kívül álló, a szabadságot hajszoló két ifjú az egész kontinenst átszelő útja során rádöbben az általuk vágyott eszmények hiábavalóságára, arra, hogy a „szabadság földje” már réges-rég nem létezik. Billy és Wyatt folyton értetlen nyárspolgárokkal futnak össze, akiket feszélyez a jelenlétük, de a hippikommunában sem lelnek megértő társaságra. New Orleansban a drogok és az alkalmi szex mámorát találják. A film tragikusan ér véget: motorjukat egy kamionos puszta szórakozásból kilövi alóluk az országút közepén.

## Szereplők
- Peter Fonda – Wyatt, „Captain America”
- Dennis Hopper – Billy
- Jack Nicholson – George Hanson
- Luke Askew – idegen a sztrádán
- Phil Spector – Connection
- Karen Black – Karen
- Toni Basil – Mary
- Antonio Mendoza – Jesus
- Mac Mashourian – Bodyguard
- Warren Finnerty – Rancher
- Tita Colorado – Rancher neje
- Luana Anders – Lisa
- Sabrina Scharf – Sarah
- Robert Walker Jr. – Jack
- Sandy Brown Wyeth – Joanne

## Kritikai fogadtatás
(Díjak és jelölések is)
A kritikusok dicsérték a filmet, a rendezést, a történetet, a zenét, a látványt és a hangulatot. 
Mérföldkőnek számít a film, amely feltárja a társadalmi „tájat”, problémákat és feszültségeket (mint például a hippimozgalom, a kábítószer-használat és a kommunális életmód kialakulása) az Egyesült Államokban az 1960-as években. Valódi drogokat alkalmaztak (marihuána és más anyagok) a jelenetekben.

## Bevételek
Körülbelül 400 ezer amerikai dollárból forgatták, 60 millió dollárt hozott világszerte.

## Emlékezete
Dániel Anna Margot királyné gobelinjei című regényének főszereplője, Lonka gyakran gondol a filmre, elsősorban Fondára, illetve a kommunáról beszélget is egy Tom nevű fiúval. 
2013. szeptember 17-én jelent meg DVD-n a The Ride Back című film , amely részben folytatása, részben előzménye az eredeti, 1969-ben megjelent Szelíd Motorosoknak.  